# تشارلز سميث (لاعب كرة سلة مواليد 1965)
تشارلز سميث (بالإنجليزية: Charles Smith) مواليد 16 يوليو 1965 في بريدجبورت، هو لاعب كرة سلة أمريكي سابق بدأ مسيرته الاحترافية في سنة 1988. تم اختياره من قبل فريق فيلادلفيا سفنتي سيكسرز خلال الدرافت. يبلغ طوله 6 قدم 10 بوصة (2.1 م). مثّل منتخب بلاده. شارك في دورة الألعاب الأولمبية الصيفية سنة 1988. حقق المركز الأول في بطولة كأس العالم لكرة السلة 1986. اعتزل اللعب في 1997. أحرز خلال مسيرته في الإن بي إيه 8107 نقطة بمعدل 14.4 نقطة في المباراة الواحدة.

## المسيرة الاحترافية
لعب مع لوس أنجلوس كليبرز من سنة 1988 إلى 1992، ثم لعب مع نيويورك نيكس من سنة 1992 إلى 1996، ثم لعب مع سان أنطونيو سبرز في موسم 1996–1997.

## الميداليات
| الميدالية | المسابقة                         |
| --------- | -------------------------------- |
| برونزية   | الألعاب الأولمبية الصيفية 1988   |
| ذهبية     | بطولة كأس العالم لكرة السلة 1986 |

## روابط خارجية
- تشارلز سميث على موقع ميوزك برينز (الإنجليزية)
- تشارلز سميث على موقع الاتحاد الدولي لكرة السلة (الإنجليزية)
- تشارلز سميث على موقع إن بي أي (الإنجليزية)
- تشارلز سميث على موقع سبورتس رفرنس (الإنجليزية)
- تشارلز سميث على موقع كرة السلة الأوروبية.كوم (الإنجليزية)
- تشارلز سميث على موقع كلية كرة السلة في سبورتس رفرنس.كوم (الإنجليزية)
- تشارلز سميث على موقع ريلجم (الإنجليزية)
- تشارلز سميث على موقع سبورتس رفرنس (الإنجليزية)
- تشارلز سميث على موقع أوليمبيديا (الإنجليزية)